# Musca syrphus
Musca syrphus är en tvåvingeart som först beskrevs av Friedrich Christian Meuschen 1787.  Musca syrphus ingår i släktet Musca, ordningen tvåvingar, klassen egentliga insekter, fylumet leddjur och riket djur. Inga underarter finns listade i Catalogue of Life.